# Límite de Roche
En astronomía, se denomina límite de Roche a la distancia mínima que puede soportar un objeto orbitando un cuerpo masivo, manteniendo su estructura por su propia gravedad, sin comenzar a desintegrarse debido a las fuerzas de marea que genera el cuerpo mayor. Dentro del límite de Roche, la fuerza de gravedad que el cuerpo central ejerce sobre los extremos más cercano y más alejado del satélite excede a la fuerza de gravedad del satélite, y este podrá ser destruido por las fuerzas de marea. El nombre de límite de Roche proviene del astrónomo francés Édouard Roche, quien primero propuso este efecto y calculó este límite teórico en el año 1848.
El límite de Roche depende, por lo tanto, de la gravedad del cuerpo central pero también de las características de densidad del satélite.
No se debe confundir con el lóbulo de Roche, un concepto teórico propuesto también por Édouard Roche y que describe el límite en el que un objeto de poca masa en un sistema dominado por dos cuerpos mayores es capturado por uno de ellos.
Algunos satélites, tanto naturales como artificiales, orbitan a distancias inferiores al límite de Roche, ya que mantienen su estructura por fuerzas distintas a la gravedad: la resistencia del material. Entre las lunas de Júpiter, tanto Adrastea como Metis son ejemplos de cuerpos naturales que mantienen su cohesión más allá de sus límites de Roche. Sin embargo, cualquier objeto en su superficie puede ser desgranado por las fuerzas de marea. Un cuerpo con menor cohesión, como un cometa, será destruido al atravesar su límite de Roche. El cometa Shoemaker-Levy 9 atravesó el límite de Roche de Júpiter en julio de 1992, rompiéndose en numerosos fragmentos. En 1994 los restos del cometa impactaron sobre la superficie del planeta.
Dado que dentro del límite de Roche las fuerzas de marea que provoca el cuerpo principal son superiores a la fuerza de gravedad del objeto cautivo, ningún cuerpo puede crecer por coalescencia de partículas más pequeñas dentro de este límite. Por ejemplo, todos los anillos planetarios se encuentran dentro de sus límites de Roche. Estos anillos podrían ser los restos del disco de acrecimiento que no llegaron a coalescer para formar un satélite, o podrían ser los restos de un objeto que atravesó el límite de Roche y fue destruido por las fuerzas de marea.
El límite de Roche se define únicamente en función de las fuerzas de gravedad, fuerza de marea y autogravedad. En la práctica, la cuestión de la estabilidad estructural de una luna dependerá también de su velocidad de rotación y la fuerza centrífuga proveniente de su rotación.

## Determinación del límite de Roche

### Cuerpos rígidos
El límite de Roche depende de la rigidez del satélite orbitando el planeta. Por un lado, este podría ser una esfera perfecta en cuyo caso el límite de Roche es

{\displaystyle d=R\left(2\;{\frac {\rho _{M}}{\rho _{m}}}\right)^{\frac {1}{3}}\approx 1,260R\left({\frac {\rho _{M}}{\rho _{m}}}\right)^{0.333}}

donde:
- {\displaystyle R} es el radio del cuerpo principal,
- {\displaystyle \rho _{M}} es su densidad y
- {\displaystyle \rho _{m}} es la densidad del satélite.

Si la luna posee una densidad superior al doble de la densidad del planeta, tal y como puede ocurrir en un satélite rocoso orbitando un gigante gaseoso, entonces el límite de Roche estaría dentro del propio planeta y sería una magnitud no relevante.

### Cuerpos deformables
El otro caso límite es un satélite capaz de deformarse sin oponer ninguna resistencia, tal y como haría un líquido. Aunque el cálculo exacto no puede realizarse analíticamente, una aproximación bastante buena puede darse por medio de la siguiente fórmula:

{\displaystyle d\approx 2,423R\left({\frac {\rho _{M}}{\rho _{m}}}\right)^{\frac {1}{3}}}

### Deducción de la fórmula: cuerpos rígidos
Para determinar el límite de Roche se considera una partícula de masa pequeña comparada con la masa de los demás cuerpos, que denominamos {\displaystyle \delta m} (en la figura aparece señalada como u) sobre la superficie de un cuerpo pequeño (satélite) en las cercanías de un cuerpo de mayor masa (planeta). La partícula {\displaystyle \delta m} experimentará dos fuerzas, la gravedad proveniente del satélite, que le hace permanecer sobre su superficie, y la gravedad del planeta principal. Dado que el satélite está en movimiento orbital, la resultante de la gravedad ejercida por el planeta es únicamente la fuerza de marea.
El empuje de la gravedad {\displaystyle F_{G}} sobre la partícula de masa pequeña {\displaystyle \delta m} sobre el satélite de masa {\displaystyle m} y radio {\displaystyle r} puede expresarse de acuerdo a la ley de la gravitación de Newton:

{\displaystyle F_{G}={\frac {Gm\delta m}{r^{2}}}}

La fuerza de marea {\displaystyle F_{T}} sobre la masa {\displaystyle \delta m} ejercida por el planeta central de radio {\displaystyle R} y a una distancia {\displaystyle d} entre los centros de masa de ambos cuerpos es:

{\displaystyle F_{T}={\frac {2GM\delta mr}{d^{3}}}}

El límite de Roche se alcanza cuando el empuje gravitacional y la fuerza de marea se cancelan el uno al otro:

{\displaystyle F_{G}=F_{T}}

o bien,

{\displaystyle {\frac {Gm\delta m}{r^{2}}}={\frac {2GM\delta mr}{d^{3}}}}

expresión que permite calcular el límite de Roche, {\displaystyle d}:

{\displaystyle d=r\left(2M/m\right)^{\frac {1}{3}}}

Sin embargo, es conveniente expresar esta ecuación en una forma alternativa que no dependa del radio del satélite, por lo que se reescribe esta expresión en función de las densidades del planeta y el satélite.
La masa {\displaystyle M} de una esfera de radio {\displaystyle R} es:

{\displaystyle M={\frac {4\pi \rho _{M}R^{3}}{3}}}

Y análogamente para el segundo cuerpo:

{\displaystyle m={\frac {4\pi \rho _{m}r^{3}}{3}}}.

Sustituyendo ambas masas en la ecuación del límite de Roche se obtiene:

{\displaystyle d=r\left(2\rho _{M}R^{3}/\rho _{m}r^{3}\right)^{\frac {1}{3}}}

que puede simplificarse en la expresión habitual del límite de Roche.

{\displaystyle d=R\left(2\;{\frac {\rho _{M}}{\rho _{m}}}\right)^{\frac {1}{3}}}

### Deducción de la fórmula: cuerpos deformables no esféricos
Una expresión algo más precisa para el límite de Roche debería tener en cuenta las deformaciones producidas en el satélite por las fuerzas de marea. En estos casos el satélite sería deformado en un esferoide elíptico. El cálculo exacto no puede realizarse analíticamente. Históricamente Roche dedujo una aproximación numérica para este problema.

{\displaystyle d\approx 2,44R\left({\frac {\rho _{M}}{\rho _{m}}}\right)^{\frac {1}{3}}}

Con la ayuda de ordenadores es sencillo encontrar una aproximación mejor

{\displaystyle d\approx 2,423R\left({\frac {\rho _{M}}{\rho _{m}}}\right)^{\frac {1}{3}}\left({\frac {(1+{\frac {m}{3M}})+{\frac {c}{3R}}(1+{\frac {m}{M}})}{1-{\frac {c}{R}}}}\right)^{\frac {1}{3}}}

donde {\displaystyle c/R} es un factor que expresa el grado de deformación del cuerpo principal.

## El límite de Roche en ejemplos del sistema solar
La tabla inferior muestra la densidad promedio y el radio ecuatorial de diferentes objetos del sistema solar.
| Cuerpo  | Densidad (kg/m³) | Radio (m)   |
| ------- | ---------------- | ----------- |
| Sol     | 1.400            | 695.000.000 |
| Júpiter | 1.330            | 71.500.000  |
| Tierra  | 5.515            | 6.376.500   |
| Luna    | 3.340            | 1.737.400   |

Con estos datos, el límite de Roche para cuerpos rígidos y cuerpos deformables puede ser fácilmente calculado. La densidad promedio de los cometas puede considerarse alrededor de 500 kg/m³.
El verdadero límite de Roche depende de la flexibilidad del satélite, por lo que estará en algún punto intermedio entre los límites calculados para el cuerpo rígido y el cuerpo perfectamente deformable que se ha calculado anteriormente. Si el cuerpo central mayor posee una densidad inferior a la mitad del cuerpo orbitante, el límite de Roche se alcanza por debajo del radio del planeta y el satélite no puede alcanzar tal límite. Este es el caso, por ejemplo, del límite de Roche para el sistema Sol-Tierra. La siguiente tabla da los límites de Roche expresados en metros y en radios del cuerpo central.
| Cuerpo | Satélite | Límite de Roche (rígido) | Límite de Roche (rígido) | Límite de Roche (no rígido) | Límite de Roche (no rígido) |
| Cuerpo | Satélite | Distancia (m)            | Radio                    | Distancia (m)               | Radio                       |
| ------ | -------- | ------------------------ | ------------------------ | --------------------------- | --------------------------- |
| Tierra | Luna     | 9.495.665                | 1,49                     | 18.261.459                  | 2,86                        |
| Tierra | Cometa   | 17.883.432               | 2,80                     | 34.392.279                  | 5,39                        |
| Sol    | Tierra   | 554.441.389              | 0,80                     | 1.066.266.402               | 1,53                        |
| Sol    | Cometa   | 1.234.186.562            | 1,78                     | 2.373.509.071               | 3,42                        |

Es interesante considerar lo cerca o lejos que se encuentran las diferentes lunas del sistema solar de sus límites de Roche. La siguiente tabla da el radio orbital de cada satélite dividido por sus límites de Roche en los dos casos de cuerpo rígido y flexible. En los casos de los planetas gigantes solo se han considerado los satélites interiores más pequeños. Los satélites principales como Ío en Júpiter o Titán en Saturno se encuentran a distancias muy superiores a sus límites de Roche.
| Cuerpo central | Satélite | Radio Orbital: Límite de Roche | Radio Orbital: Límite de Roche |
| Cuerpo central | Satélite | (Rígido)                       | (No Rígido)                    |
| -------------- | -------- | ------------------------------ | ------------------------------ |
| Sol            | Mercurio | 104:1                          | 54:1                           |
| Tierra         | Luna     | 41:1                           | 21:1                           |
| Marte          | Fobos    | 171%                           | 89%                            |
| Marte          | Deimos   | 456%                           | 237%                           |
| Júpiter        | Metis    | 191%                           | 99%                            |
| Júpiter        | Adrastea | 192%                           | 100%                           |
| Júpiter        | Amaltea  | 178%                           | 93%                            |
| Júpiter        | Tebe     | 331%                           | 172%                           |
| Saturno        | Pan      | 177%                           | 92%                            |
| Saturno        | Atlas    | 182%                           | 95%                            |
| Saturno        | Prometeo | 185%                           | 96%                            |
| Saturno        | Pandora  | 188%                           | 98%                            |
| Saturno        | Epimeteo | 198%                           | 103%                           |
| Urano          | Cordelia | 155%                           | 81%                            |
| Urano          | Ofelia   | 168%                           | 87%                            |
| Urano          | Bianca   | 184%                           | 96%                            |
| Urano          | Crésida  | 193%                           | 100%                           |
| Neptuno        | Náyade   | 144%                           | 75%                            |
| Neptuno        | Talasa   | 149%                           | 78%                            |
| Neptuno        | Despina  | 157%                           | 82%                            |
| Neptuno        | Galatea  | 184%                           | 96%                            |
| Neptuno        | Larisa   | 219%                           | 114%                           |
| Plutón         | Caronte  | 13:1                           | 6,8:1                          |

Es interesante constatar cómo los satélites menores de los planetas gigantes se encuentran cerca de sus límites de Roche, siendo su estructura mantenida por fuerzas internas de cohesión y no únicamente por su gravedad. En la región dominada por anillos, como los anillos de Saturno, es imposible la agrupación de las partículas en cuerpos mayores porque serían disgregados por los efectos de la fuerza de marea. Estos satélites tuvieron probablemente su origen en regiones más alejadas de los planetas gigantes y sus órbitas fueron modificadas posteriormente quizás por la interacción gravitatoria de los demás satélites. Alternativamente, quizás fueron formados en regiones cercanas a sus posiciones actuales cuando los planetas centrales todavía estaban en plena formación y tenían una masa inferior. Este segundo escenario resulta sin embargo menos probable.